# شهرستان پریری (مونتانا)
شهرستان پریری، مونتانا (به انگلیسی: Prairie County, Montana) یک سکونتگاه مسکونی در ایالات متحده آمریکا است که در ایالت مونتانا واقع شده‌است.

## خصوصیات
شهرستان پریری ۴٬۵۱۴٫۳۷ کیلومترمربع مساحت دارد.